# Chesterfield (Missouri)
Chesterfield is een plaats (city) in de Amerikaanse staat Missouri, en valt bestuurlijk gezien onder St. Louis County. In Chesterfield bevindt zich Butterfly House, een vlindertuin die in het Faust Park is te vinden.

## Demografie
Bij de volkstelling in 2000 werd het aantal inwoners vastgesteld op 46.802.
In 2006 is het aantal inwoners door het United States Census Bureau geschat op 46.635, een daling van 167 (-0,4%).

## Geografie
Volgens het United States Census Bureau beslaat de plaats een oppervlakte van
84,8 km², waarvan 81,6 km² land en 3,2 km² water. Chesterfield ligt op ongeveer 139 m boven zeeniveau.

## Plaatsen in de nabije omgeving
De onderstaande figuur toont nabijgelegen plaatsen in een straal van 8 km rond Chesterfield.